# Grand Prix Formule 1 van Frankrijk 2007
De Grand Prix Formule 1 van Frankrijk 2007 werd gehouden op 1 juli 2007 op het Circuit Magny-Cours in Magny-Cours.

## Uitslag
| Positie | Nummer | Rijder               | Team                 | Ronden | Tijd/Opgave     | Startplaats | Punten |
| ------- | ------ | -------------------- | -------------------- | ------ | --------------- | ----------- | ------ |
| 1       | 6      | Kimi Räikkönen       | Scuderia Ferrari     | 70     | 1:30:54.200     | 3           | 10     |
| 2       | 5      | Felipe Massa         | Scuderia Ferrari     | 70     | +2.414          | 1           | 8      |
| 3       | 2      | Lewis Hamilton       | McLaren - Mercedes   | 70     | +32.153         | 2           | 6      |
| 4       | 10     | Robert Kubica        | BMW Sauber           | 70     | +41.727         | 4           | 5      |
| 5       | 9      | Nick Heidfeld        | BMW Sauber           | 70     | +48.801         | 7           | 4      |
| 6       | 3      | Giancarlo Fisichella | Renault              | 70     | +51.940         | 5           | 3      |
| 7       | 1      | Fernando Alonso      | McLaren - Mercedes   | 70     | +56.516         | 10          | 2      |
| 8       | 7      | Jenson Button        | Honda                | 70     | +58.885         | 12          | 1      |
| 9       | 16     | Nico Rosberg         | Williams - Toyota    | 70     | +1:08.505       | 9           |        |
| 10      | 11     | Ralf Schumacher      | Toyota               | 69     | +1 Ronde        | 11          |        |
| 11      | 8      | Rubens Barrichello   | Honda                | 69     | +1 Ronde        | 13          |        |
| 12      | 15     | Mark Webber          | Red Bull - Renault   | 69     | +1 Ronde        | 14          |        |
| 13      | 14     | David Coulthard      | Red Bull - Renault   | 69     | +1 Ronde        | 16          |        |
| 14      | 17     | Alexander Wurz       | Williams - Toyota    | 69     | +1 Ronde        | 18          |        |
| 15      | 4      | Heikki Kovalainen    | Renault              | 69     | +1 Ronde        | 6           |        |
| 16      | 22     | Takuma Sato          | Super Aguri - Honda  | 68     | +2 Rondes       | 22          |        |
| 17      | 20     | Adrian Sutil         | Spyker - Ferrari     | 68     | +2 Rondes       | 21          |        |
| Ret     | 19     | Scott Speed          | Toro Rosso - Ferrari | 55     | Versnellingsbak | 15          |        |
| Ret     | 21     | Christijan Albers    | Spyker - Ferrari     | 28     | Bijtanken       | 20          |        |
| Ret     | 23     | Anthony Davidson     | Super Aguri - Honda  | 1      | Botsing         | 19          |        |
| Ret     | 12     | Jarno Trulli         | Toyota               | 1      | Botsing         | 8           |        |
| Ret     | 18     | Vitantonio Liuzzi    | Toro Rosso - Ferrari | 0      | Botsing         | 17          |        |

## Wetenswaardigheden
- Eerste punten van 2007: Jenson Button.
- Rondeleiders: Felipe Massa 40 (1-19; 23-43) en Kimi Räikkönen 30 (20-22; 44-70).
- In de Verenigde Staten werd deze race uitgezonden door FOX.
- Bij de pitstop van Christijan Albers reed hij weg terwijl de tankslang nog aan de auto vast zat. Hierdoor moest hij opgeven.
- Voor het eerst won een Finse coureur de Grand Prix van Frankrijk.
- Vanaf deze race viel Nick Heidfeld niet meer uit tot de Grand Prix van Singapore 2009. Hij viel wel uit in de Grand Prix van Japan 2007 maar werd wel geklasseerd.

## Standen na de Grand Prix

### Coureurs
| Positie | Nummer | Rijder          | Team             | Punten |
| ------- | ------ | --------------- | ---------------- | ------ |
| 1       | 2      | Lewis Hamilton  | McLaren          | 64     |
| 2       | 1      | Fernando Alonso | McLaren          | 50     |
| 3       | 5      | Felipe Massa    | Scuderia Ferrari | 47     |
| 4       | 6      | Kimi Räikkönen  | Scuderia Ferrari | 42     |
| 5       | 9      | Nick Heidfeld   | BMW Sauber       | 30     |

### Constructeurs
| Positie | Nummers | Team             | Rijders                                | Punten |
| ------- | ------- | ---------------- | -------------------------------------- | ------ |
| 1       | 1 2     | McLaren          | Fernando Alonso Lewis Hamilton         | 114    |
| 2       | 5 6     | Scuderia Ferrari | Kimi Räikkönen Felipe Massa            | 89     |
| 3       | 9 10    | BMW Sauber       | Nick Heidfeld Robert Kubica            | 48     |
| 4       | 3 4     | Renault          | Giancarlo Fisichella Heikki Kovalainen | 28     |
| 5       | 16 17   | Williams         | Nico Rosberg Alexander Wurz            | 13     |

## Statistieken
| Snelste ronde | Felipe Massa | Scuderia Ferrari | 1:16.099 |

## Noot
- Dit was de vijfde snelste ronde voor Felipe Massa.

1906 · 1907 · 1908 · 1912 · 1913 · 1914 · 1921 · 1922 · 1923 · 1924 · 1925 · 1926 · 1927 · 1928 · 1929 · 1930 · 1931 · 1932 · 1933 · 1934 · 1935 · 1936 · 1937 · 1938 · 1939 · 1946 · 1947 · 1948 · 1949 · 1950 · 1951 · 1952 · 1953 · 1954 · 1956 · 1957 · 1958 · 1959 · 1960 · 1961 · 1962 · 1963 · 1964 · 1965 · 1966 · 1967 · 1968 · 1969 · 1970 · 1971 · 1972 · 1973 · 1974 · 1975 · 1976 · 1977 · 1978 · 1979 · 1980 · 1981 · 1982 · 1983 · 1984 · 1985 · 1986 · 1987 · 1988 · 1989 · 1990 · 1991 · 1992 · 1993 · 1994 · 1995 · 1996 · 1997 · 1998 · 1999 · 2000 · 2001 · 2002 · 2003 · 2004 · 2005 · 2006 · 2007 · 2008 · 2018 · 2019 · 2021 · 2022